# Patapon
Patapon (jap. パタポン), von lautmalerisch patapata für ein Klopf- und ponpon für ein Klatschgeräusch, ist ein genreübergreifendes Spiel für die PSP. Es beinhaltet Spielelemente aus den Bereichen Musikspiel, Echtzeit-Strategiespiel und Göttersimulation. Der Spieler befindet sich in der Position eines Gottes, der die cartoonähnlichen Figuren eines primitiven Stammes mittels rhythmischen Schlagens traditioneller Talking Drums lenkt. Das Spiel stammt von den Entwicklern des Spieles LocoRoco.

## Spielprinzip
Der Spieler kontrolliert einen „Volksstamm“, der die militärischen Strukturen von „Infanterie“, „Kavallerie“ und „Bogenschützen“ aussendet.
Zu Beginn des Spieles stehen dem Spieler nur ein paar Einheimische mit Speeren zur Verfügung. Doch mit fortschreitendem Spielverlauf wächst das militärische Repertoire in Form von mehr Einheiten, stärkeren Kämpfern und mächtigeren Waffen. Die Armee wird über die Benutzung von „Talking Drums“ befehligt, wobei jedem der vier Tastaturknöpfe der PSP ein spezifischer Klang zugeordnet ist (Kreis = Pon, Dreieck = Chaka, Viereck = Pata, Kreuz = Don). Verschiedene Klangkombinationen rufen unterschiedliche Reaktionen bei der Armee hervor wie zum Beispiel spezielle Angriffe oder Verteidigungsmechanismen. Je besser dabei der Rhythmus gehalten wird, desto eher besteht die Chance, dass die Armee in einen solch tranceartigen Zustand gerät (Fieber), dass sie ihre Attacken oder ihre Schnelligkeit um ein Vielfaches verbessern, was vor allem bei der Bekämpfung von Endgegnern wichtig ist. Allerdings sollte man auch wissen, dass, wenn der Rhythmus falsch gehalten wird, dies unweigerlich dazu führt, dass die Patapons zum Nichtstun oder anderen Aktionen, als der Geplanten, verurteilt werden, was sich wieder auf den ganzen Spielverlauf auswirkt.

## Handlung
Die Patapons waren eine zufriedene und florierende Gesellschaft, bevor sie von den bösen Zigotons fast vernichtet wurden. Der Spieler übernimmt nun die Rolle ihres Gottes, der sie auf den Feldzug führt, dessen Ziel es ist den ehemaligen Glanz des Patapon-Stammes wiederherzustellen. Mit dem Fortschreiten der Geschichte unternehmen die Patapons eine Reise zum Ende der Welt, um dort „ES“, den Heiligen Gegenstand in Augenschein zu nehmen, dessen Erscheinung und Zweck dem Stamm unbekannt ist.